# كارل إيرن
كارل إيرن (بالإنجليزية: Carl Earn)‏ مواليد 7 مارس 1921 في لوس أنجلوس - الوفاة 1 أبريل 2007 في منيابولس، كان لاعب كرة مضرب أمريكي بدأ مسيرته كمحترف سنة 1946 وكان يلعب باليد اليسرى، اعتزل اللعب في 1956. أعلى تصنيف له في الفردي كان المركز الـ 7 في سنة 1946.